# Sony Alpha 99 II
Die Sony α99 II (SLT-A99 II) ist ein SLT-Kameragehäuse von Sony mit A-Bajonett und der Nachfolger des Modell α99. Sie wurde im Herbst 2016 vorgestellt und lief im Jahr 2021 ohne offizielle Abkündigung aus.
Stand September 2021 ist sie auf der Sony-Website noch gelistet (UVP € 3599 inkl. MwSt.), aber online nicht mehr bestellbar. Stattdessen wird auf den Einzelhandel verwiesen.
Es ist nicht davon auszugehen, dass es einen Nachfolger geben wird, da Sony das A-Mount-Bajonett offensichtlich nicht weiter verfolgt.

## Unterschiede zur Alpha 99
Zu den maßgeblichen Unterschieden gehört die höhere Bildserienzahl von 12 statt 10 Bildern pro Sekunde wie auch die deutlich höhere Auflösung von 42,4 statt 24,6 Megapixel sowie der Möglichkeit 4K-Videos aufzunehmen. Das bei der Alpha 99 verbaute GPS-Modul ist entfallen, GPS-Daten können aber eingespielt werden, wenn ein geeignetes Smartphone (iOS oder Android) gekoppelt ist.
Der elektronische Sucher hat 1.228.800 statt 786.432 Pixel.
|                           | Sony α99                          | Sony α99 II                        |
| ------------------------- | --------------------------------- | ---------------------------------- |
| Auflösung                 | 24,6 Megapixel                    | 42,2 Megapixel                     |
| Autofokus                 | 19 Punkte, davon 11 Kreuzsensoren | 399 Punkte, davon 15 Kreuzsensoren |
| Serienbildgeschwindigkeit | 10 Bilder/s                       | 12 Bilder/s                        |
| Elektronischer Sucher     | 786.432 Pixel                     | 1.228.800 Pixel                    |
| Besonderheiten            | GPS                               | kein GPS                           |

## Zubehör
- Hochformatgriff (VG-C77AM) mit Platz für zwei Akkus, wobei (anders als bei der A99) der Griff den Platz des kamerainternen Akkus blockiert, so dass nur ein zusätzlicher Akku zur Verfügung steht
- Akku (NP-FM500H)
- RMT-DSLR2 kabelloser Remotefernsteuerung
- Blitzlichtgeräte und Leuchten
- Mikrofone
- XLR-Kit
- Sucher, Okularkappe und Monitore